# となりの関くん
『となりの関くん』（となりのせきくん）は、森繁拓真による日本のコメディ漫画。
『月刊コミックフラッパー』（KADOKAWA メディアファクトリー刊）にて、2010年8月号に読み切り掲載された後、同年11月号より連載中。2018年に2回だけ掲載した後は休載が続く中、『となりの関くん じゅにあ』が同誌にて2020年8月号から2023年6月号まで連載された。本項ではこちらについても扱う。「全国書店員が選んだおすすめコミック2012」4位。2020年8月時点でシリーズ累計発行部数は350万部を突破している。
「関くん」が授業中にこそこそ遊ぶだけの『授業サボり漫画』である。一話完結形式で、どの話においても関くんは授業や学校行事を無視してこそこそ遊んでいる。その様子を隣の座席の女子生徒「横井さん」からの視点で描く。基本的に話は横井さんの目線で展開され、関くんのサイレントアクションに横井さんが心の声でツッコミと感想を入れるのがメインの流れである。
関くんは作中でしゃべる描写がない（「フウ」、「ふむふむ」などの擬音はあり、また厳密には会話の描写自体は存在するが、その際に吹き出しやセリフなどが描かれない）。しかし、その表情や身ぶりの表現力はかなり豊かであり、横井さんの心の声と会話ができているかのように話が進んでいき、そのために2人が恋愛関係であると誤解する人物もいる。
キャラクターの名前は基本的に登場人物の立ち位置が名前に含まれる（主役の“関”俊成（と）し（なり）、ヒロインの“横”井、“うざ”わ“飽き易”、“前”田、“後”藤、“橋”野、“仲間”など）。そのために、登場人物の行動と名前の関連が大きく、名前を持つキャラクターでは基本関係の疎外など、他のいわゆる“学園もの”にありがちな陰湿さや問題行動は基本的に存在しない。
メディアミックス展開として2013年4月にアニメ化が発表され、2014年1月から3月まで放送された。日本国外においては東立出版社（台湾）より翻訳版が刊行されている。

## あらすじ
最後列の窓際に座っているクラスメイトの関くんは、教師から見えにくい位置であるのをいいことに、授業中に一人遊びに興じている。しかも関くんの遊びは、なぜか絶対に先生にバレることが無いのだ。
クラス内郵便や、机の穴ゴルフといった誰しも遊んだことがある遊びから、将棋や囲碁、チェス、ドミノ倒し、棒倒しなど授業中の一人遊びを超越した行為、さらには机の研磨や砂金採りといった遊びとは呼べないようなことまで、コソコソと行っているのだ。
その隣に座っている主人公の女子生徒 横井さんは、真面目に授業に取り組もうとするものの、毎回関くんの奇怪な遊びが気になって授業に集中できず、ついつい見入ってしまったり、時には関くんの妨害をしたりした結果、先生に自分だけが怒られてしまう。
関くんの前の座席には、野球部のピッチャーの前田くんが座っており、大柄な彼に隠れるかたちで関くんは遊びに興じているのだ。さらに、美術室などで後ろに座っている後藤さんは、関くんと横井さんが付き合っていて、授業中にイチャイチャしていると誤解していた。
この作品は、授業中に小さな机の上で繰り広げられる「無限の可能性」を追求したドラマである。

## 登場人物
声の項はアニメ版の声優で、演の項はドラマ版のキャスト・俳優。

### 主要人物
横井 るみ（よこい るみ）
声 - 花澤香菜/ 演 - 清水富美加
本作の主人公。関くんの右隣の席に座る女子生徒。とある学校の2年B組在籍。ショートボブの白い髪が特徴。胸が大きくスタイル抜群。塾通い。ブランドや新しい店には疎い。兄がいるが、思春期にありがちな感じで反りが合わない様子。
至って真面目で成績もよく、関くんの遊びには毎度呆れているが、その発想や技術が素晴らしいために毎回感心させられたり、ハラハラさせられたりしている。図らずも内職を妨害してしまうこともありそのたびに関くんから非難の目を向けられるが、「勉強してない方が悪い」など正論で怒り返すこともある。
授業に集中できず教師から呼び出されるほどの実害がある。関くんの内職はできることなら無視したいと考えている。だが、根本的な部分で同レベルなため、「ごっこ遊び」のストーリーが悲惨な展開になると、積極的に介入していく（主な手段は消しゴム飛ばし）。
傍から見ているだけで関くんの遊びや心理を見抜く。ある意味最大の理解者である。話数が進むにつれ、彼の内職に深く入り込んでくることが多くなっていく。ヒロインではあるが、関くんを男として意識する描写は皆無。「抗議文」を下駄箱に入れるところを目撃され、いらぬ噂がたったことがある。また、後藤さんからは恋愛関係にあると勘違いされてしまっている。
また、運動神経が全く無く、関くんが作った雪兎を守るために関くんに対抗した際に投げた雪玉や運動会での玉入れ競争でも球速が非常に遅かった。さらに絵も下手で、関くんの夢に出すために書いたオバケがクラス中で笑い物の対象になったり、「模型にしてほしい」と彼女が提示した絵に関くんが頭を悩ます場面がある。自分の絵の才能（の無さ）については全くと言っていいほど気づいていない。この低画力は、美術実習が初出した紙相撲の時には風邪をひいて欠席していたために、披露されるのはそれ以降に持ち越された。
『おおげさパンダ』というパンダのキャラクターグッズを集めており、クレーンゲームの景品なども一通りチェックしている。おおげさパンダのグッズは筆記用具入れ、キーホルダー、手鏡、財布などを所持しているのが確認できる。52話目で横井さんが揚げていたと思われるたこにもおおげさパンダのイラストが描かれていた。
特技は編み物で、編検2級を取得している。かわいいもの好きであり、関くんの持つ猫や熊の人形などによく目を奪われている。
関 俊成（せき としなり）
声 - 下野紘/ 演 - 渡辺佑太朗
横井さんの隣の席、窓際最後列に座る男子生徒。とある学校の2年B組在籍。濃い茶色の髪。家族は母親と歳の離れた幼い妹の純、父親がいる。授業参観日にも構わず「一人遊び」を行うため、母親に普段の授業態度を知られている。
授業そっちのけで「一人遊び」をすることに命をかけており、どこからか道具を取り出しては机の上で大掛かりな遊びをするが、なぜか先生にバレることは無く、発覚しそうになった時の証拠隠滅もお手の物。彼が行う一人遊びは将棋や折り鶴といった一般的な題材を元にしつつも、独創的なアレンジ、手先の器用さや緻密さ、豊富な道具類、そして遊び自体のクオリティも内職のレベルを超越しており、隣の横井さんをしばしば魅了している。
大半の遊びは周囲を無視して行う一人遊びだが、手品など明らかに「人に見せる」ことを意識した遊びや、横井さんが介入することを前提にした遊びをするようにもなり、観客としての横井さんを全く意識していないわけではない。また、横井さんのお人良しぶりやかわいいもの好きは把握しているようで、甘く見ているふしがあるものの、忘れたころに逆襲される（怒られる）。
ストーリー性のある「ごっこ遊び」を好むが、なぜか弱者が虐げられる悲惨でサディスティックな展開になることが多い。幼少のころから「魔王」的な悪役になりきって悦に入る性格。
基本的に遊び道具は、カバンの中から取り出すことが多いが、筆記用具入れにはトランプ、机の中には「（横井の）苦手なもの」が入った瓶が収納されていて、授業を聞くフリをする場面以外では一切勉強道具を出さない。「計画的に物事を進めるタイプ」で、遊びを妨害されると怒るが、怒り返す横井さんには逆らえない。
遊びのフィールドである机の上では「一定の法則で好きな夢をみる」「自己催眠でテストをうける」など、尋常でない力を発揮する。かなりの変人だがクラスで浮いている様子はなく、悪友達とふざけたりすることも多い。また、結構無口でもあり、作中ではセリフはほとんど無く、セリフが書かれるのは擬音のみである。しかし、クラスメイトの相談に乗ったり談笑したりするなど、決して無口というわけではないが、この際にもセリフが書かれることがない。
思い込みが強いだけあってオカルト関係や突発的な衝撃事態に非常に弱く遊びを中止したり、窮地に陥るとパニックになったりすることがある。

### クラスメイト

#### 男子
宇沢 明康（うざわ あきやす）
声 - 白石稔
クラスメイトで、空気を読まない男子生徒。思いつきで勝手に行動する上に飽きっぽいという、人を困らせる典型。時折関くんの遊びを自覚なく邪魔してくる。計画的に物事を進める関くんにとっては正反対のタイプであり、苦手な存在である。
前田 高広（まえだ たかひろ）
声 - 須嵜成幸
関くんの前の席に座る男子生徒。クラス一の大柄であるため、図らずも後ろの関くんの遊びを教師から見えにくくする壁の役割を果たしている。授業態度は極めて真面目であるが、得体のしれないカスをつけられたり、時には背中が関くんの遊びのフィールドに利用されるなど、被害者の一面が目立つ。野球部員でポジションはピッチャー。水泳ではバタフライが出来る。後ろの席の騒ぎには薄々気付いており、自分へのとばっちりにもいささか諦観している節がある。横井さんのことは（彼女にとっては不本意なことに）『関と一緒になって遊んでいる』と思っているらしい。

#### 女子
後藤 桜子（ごとう さくらこ）
声 - 佐藤聡美/ 演 - 真山りか
クラスメイトで、横井さんと仲良くなりたいと思っていた女子生徒。黒髪で三つ編み。常に敬語口調。関くんと横井さんを「深い仲」だと勘違いしている。横井さんと友人になることには成功したが、誤解は深まる一方である。妄想癖が強く、錯乱すると三つ編みを使った奇怪なポーズを取って悶えるのが常。
橋野 友香（はしの ともか）
声 - 菊池こころ
横井さんのクラスメイトで、友達。メガネを掛けており、髪をツインテールに結んでいる。横井さんの挙動不審を「たまにあるアレ」と言い放つ。
仲間 由宇（なかま ゆう）
声 - 設楽麻美
横井さんのクラスメイトで、友達。ゆーちゃんと呼ばれている。
ボーイッシュ。「邪悪横井」「男子横井」など横井さんに対して何かとあだ名を付けたがる。

### 教師
足立先生（あだちせんせい）
声 - 斉藤次郎
社会科の教師。怒ると怖い。
谷先生（たにせんせい）
声 - 遊佐浩二
英語科の教師。生徒から「先生」と呼ばれており、学園祭のクラスの出し物を決める際にも教室に居たが、2年B組の担任なのかについては言及されていない。著者近影によく似ている。

### 主要人物の家族
関 純（せき じゅん）
関くんの歳の離れた幼い妹。幼稚園児。兄譲りのセンスと負けず嫌いな性格の持ち主。兄同様にセリフが無く、擬音のみでしゃべる。横井さんとしゃべる際は耳打ちでしゃべり、その際に名前を名乗った。兄が大好きであり、色々な手段で気を引こうとするが、兄が無関心であるため、ほとんど報われない。あることから横井さんとも仲良くなった。
原作79話で幼稚園児であることが明かされ、幼稚園が臨時で休みで両親も仕事で近所の家に預かってもらうはずが寂しがって兄にくっ付いて来て、兄と共に学校に来てしまい、無理に帰すわけにもいかない状況になったため、横井さん達の学校で預かることになった。また、これが切っ掛けで横井さんと兄がクラスメイトであることを知った。母同様、兄の遊びを知っているようで、兄が授業をサボって遊びをしても不思議に思わず、兄の行う遊びに半ば無理矢理参加して遊んだ。その際に兄と息を合わせて遊ぶと手に負えなくなり、兄と共に暴走して横井さんをとことんオモチャにした。
関くんのお母さん
関くんが遊びをしていることを知っており、授業参観で輪ゴム鉄砲を使って関くんの遊びを妨害する。横井さんが消しゴムのカスを使って、関くんの遊びの妨害をしたことから、関くんが遊びで横井さんに迷惑を掛けていることを知り、横井さんと一致団結して関くんの遊びの妨害をした。しかし、これが仇となり、横井さんが授業参観の授業を聞きそびれる切っ掛けを作ってしまい、彼女に恥をかかせてしまった。性格は照れ屋のようで、授業参観後にお詫びとして横井さんに輪ゴムボックスを託した後、赤面しながら慌ててその場を去った。子供たちと同じくセリフが無い。子供たちとよく似た容姿だが、横井さんには「きれいなひと」だと称された。
様々な飲食店の手伝いをしており、手伝いをしているカフェに横井さんが来店した際には様々な手を使ってメッセージを送った。カフェの店員さん曰く、並外れて器用でどんな仕事も完璧にこなす人でカフェ周辺の食べ物関係の店で知らない人はいないとのこと。ただ、接客は苦手である。
関くんのお父さん
関くんが見ていた写真の中や、番外編にのみ登場。顔は詳しくは描かれていない。番外編にて、「おおげさパンダ」の着ぐるみなどに入っているスーツアクターであることが明かされた。
横井さんのお母さん
声 - 伊藤美紀
おっとりした性格のようで、授業参観の際に横井さんが失敗をした際にも怒る様子を見せなかった。
ロボット家族
声 - 櫻井トオル（父）、慶長佑香（母）、水野麻里絵（子）
関くんが遊びに愛用しているロボット型人形。スケールは小さいながらも、よく見ると二重関節など凝った作りがなされており、かなり自由度の高いポージングを楽しめる。「お父さん」「お母さん」「子供」に見える3体がある。
学校で何かしらのイベントがあるとき、関くんのかわりに真面目な態度で参加する（という設定）。関くん自身は悪友達と「普通に」さぼっているため、扱いがややぞんざいである。関くんの遊びに（表面上は）否定的な横井さんもお気に入りのネタであり、家族を『保護するため』と一時自宅に持ち帰ってしまったほど感情移入している。作中、たびたび登場する。

### その他の人物
外山 岳夫（とやま たけお）
声 - 塾一久
トヤマ模型店の店主。50歳。メガネをかけたヒゲの男性。トヤマ模型店はプラモデルから工作キットまで揃う町一番のお店で、関くんも週2回通っている。実際に作者の出身地である宮崎県に同名の店舗が存在する。
アニメのエンディングクレジットでは「店長」と表記されている。

## 関くんの遊び
| コミックス | 関くんの遊び |
| ---------- | --- |
| 第1巻      | ドミノ、将棋、机磨き、棒倒し、囲碁、ネコ、手紙まわし、チェス、昆虫採取 ライン引き、折り紙、コックリさん、編み物、避難訓練、ジグソーパズル               |
| 第2巻      | 福笑い、手品、弁当、将棋、ダーツ、ハイキング、ゴルフ、リバーシ ジェンガ、サイコロトーク、プール、落ち葉拾い、登山                                       |
| 第3巻      | 化石発掘、メガネ、将棋vsチェス、手相、紙ずもう、パラパラ漫画、雪うさぎ ハンコ作り、運転免許試験、マグネット野球、カメラ、持ち物検査、茶道、砂金取り     |
| 第4巻      | サイン、カブトムシ、クレーンゲーム、迷路ゲーム、玉入れ、ネイルアート カードバトル、クリスマスツリー、昼寝、凧揚げ、関くんの家、指人形、サイコロ鉛筆     |
| 第5巻      | 泥団子、将棋、マジックハンド、ジーンズ、新体操、ヌンチャク、ガーデニング 鑑定、鉄道模型、ご当地キャラクター、てるてるぼうず、観光旅行、ビリヤード、寝癖 |
| 第6巻      | リゾート、日本人形、落書き、健康、医者、サッカーゲーム、調理実習 紙飛行機、テーブルマナー、こいのぼり、釣り、囲碁、消しゴム、爆弾解除                   |

## 書誌情報
- 森繁拓真 『となりの関くん』 KADOKAWA〈MFコミックス フラッパーシリーズ〉、既刊10巻（2017年3月23日現在）
  1. 2011年4月23日発売、ISBN 978-4-8401-3791-1
  2. 2011年11月22日発売、ISBN 978-4-8401-4065-2
  3. 2012年7月23日発売、ISBN 978-4-8401-4701-9
  4. 2013年4月5日発売、ISBN 978-4-8401-5046-0
  5. 2014年1月4日発売、ISBN 978-4-04-066240-4
    - 『5巻DVD付き限定版』同日発売、ISBN 978-4-04-066143-8

  6. 2014年7月23日発売、ISBN 978-4-04-066819-2
  7. 2015年4月23日発売、ISBN 978-4-04-067515-2
  8. 2015年12月22日発売、ISBN 978-4-04-067865-8
  9. 2016年8月23日発売、ISBN 978-4-04-068510-6
  10. 2017年3月23日発売、ISBN 978-4-04-069019-3
- 森繁拓真 『となりの関くん じゅにあ』 KADOKAWA〈MFコミックス フラッパーシリーズ〉、全3巻
  1. 2021年6月23日発売、ISBN 978-4-04-680481-5
  2. 2022年6月22日発売、ISBN 978-4-04-681569-9
  3. 2023年6月22日発売、ISBN 978-4-04-682517-9

## テレビアニメ
2014年1月より3月まで、テレビ東京、AT-Xほかにて、10分枠のショートアニメとして放送された。シンエイ動画制作としては史上初の深夜枠での放送となる。地上波放送終了後も各動画サイトでは5月末まで引き続き配信され、AT-Xでは一時中断後に5月から6月にかけて残りの分が放送された。

### スタッフ
- 原作・シナリオ協力 - 森繁拓真
- 監督 - ムトウユージ
- キャラクターデザイン・総作画監督 - 大武正枝
- 美術監督 - 河合伸治（スタジオ・ユニ）
- 色彩設計 - 蝦名佳代子（シンエイ動画）
- 撮影監督 - 山本裕規（ライトフット）
- 音響監督 - 浦上靖之（オーディオ・プランニング・ユー）
- 編集 - 中葉由美子、藤本理子（岡安プロモーション）
- 音楽 - 多田彰文、中村博
- ナレーション - 坂口哲夫
- プロデューサー - 荒木元道、田辺圭吾、山田成彦、紅谷佳和（テレビ東京）、清水美佳、柳村努
- 製作 - アニメの関くん製作委員会（シンエイ動画、KADOKAWA、小学館集英社プロダクション、キングレコード、テレビ東京、AT-X、アニマティック）

### 主題歌
オープニングテーマ「迷惑スペクタクル」
作詞 - 松浦有希 / 作曲 - 大川茂伸 / 編曲 - 大川茂伸、新井健史 / 歌 - 花澤香菜
オープニングアニメーションでは関による「アニメ作り」の映像が流れる。ラストでは横井のアフレコに関がNGを出すが、第6話、第13話、第21話ではOKを出している。第14話からは一部の映像が変更されている。
エンディングテーマ
「Set Them Free デスクトップドラムver.」（第1 - 9話、第11話 - 第21話）
作曲・編曲 - 中村博 / ドラム - 神保彰
クレジット表題は「Set Them Free」。ドラム担当の神保彰によるPVでは、鉛筆をドラムスティックに、カンペンや弁当箱、ビーカー、ホチキスなどを使ったデスクトップドラムがYouTubeで公開された。
「Set Them Free 〜Another Version〜」（第10話）
作曲・編曲 - 中村博 / ドラム - 神保彰
劇中歌
「団欒!ロボット家族」（第6話・第13話・第21話）
作詞 - 森繁拓真 / 作曲・編曲 - 中村博 / 歌 - 水木一郎
「翼をください」（第20話）
作詞 - 山上路夫 / 作曲 - 村井邦彦 / 編曲 - 渡辺雅二 / 歌 - 白鳥英美子

### 各話リスト
| 話数         | サブタイトル   | 絵コンテ       | 演出         | 作画監督   | 使用原作          |     |     |
| OVA          | OVA            | OVA            | OVA          | OVA        | OVA               | OVA | OVA |
| ------------ | -------------- | -------------- | ------------ | ---------- | ----------------- | --- | --- |
| 0時限目      | 棒倒し         | 佐々木忍       | 佐々木忍     | 尾鷲英俊   | 4時間目（第1巻）  |     |     |
| 0時限目      | 猫             | 佐々木忍       | 佐々木忍     | 尾鷲英俊   | 6時間目（第1巻）  |     |     |
| テレビアニメ |                |                |              |            |                   |     |     |
| 1時限目      | ドミノ         | ムトウユージ   | ムトウユージ | 尾鷲英俊   | 1時間目（第1巻）  |     |     |
| 2時限目      | 将棋           | ムトウユージ   | ムトウユージ | 大武正枝   | 2時間目（第1巻）  |     |     |
| 3時限目      | 机みがき       | 杉山正樹       | 岡田堅二郎   | 大豆一博   | 3時間目（第1巻）  |     |     |
| 4時限目      | 囲碁           | 大久保政雄     | 岡田堅二郎   | 大豆一博   | 5時間目（第1巻）  |     |     |
| 5時限目      | 消しゴムはんこ | こでらかつゆき | 丸山裕介     | 小平はじめ | 36時間目（第3巻） |     |     |
| 6時限目      | 避難訓練       | こでらかつゆき | 丸山裕介     | 小平はじめ | 14時間目（第1巻） |     |     |
| 7時限目      | 手紙まわし     | 杉山正樹       | 岡田堅二郎   | 大豆一博   | 7時間目（第1巻）  |     |     |
| 8時限目      | 将棋(2)        | 松村玲         | 岡田堅二郎   | 大豆一博   | 19時間目（第2巻） |     |     |
| 9時限目      | 編み物         | 松村玲         | 蔵本穂高     | 小平はじめ | 13時間目（第1巻） |     |     |
| 10時限目     | ゴルフ         | 杉山正樹       | 蔵本穂高     | 小平はじめ | 22時間目（第2巻） |     |     |
| 11時限目     | 登山           | 松村玲         | 岡田堅二郎   | 大豆一博   | 28時間目（第2巻） |     |     |
| 12時限目     | ラジコン       | 杉山正樹       | 岡田堅二郎   | 大豆一博   | 37時間目（第3巻） |     |     |
| 13時限目     | プール         | 杉山正樹       | 蔵本穂高     | 小平はじめ | 26時間目（第2巻） |     |     |
| 配信版       |                |                |              |            |                   |     |     |
| 14時限目     | 弁当           | 松村玲         | 蔵本穂高     | 小平はじめ | 18時間目（第2巻） |     |     |
| 15時限目     | 紙ずもう       | 杉山正樹       | 布施康之     | 尾鷲英俊   | 33時間目（第3巻） |     |     |
| 16時限目     | 将棋vsチェス   | 松村玲         | 布施康之     | 岩永大蔵   | 31時間目（第3巻） |     |     |
| 17時限目     | 福笑い         | 杉山正樹       | 岡田堅二郎   | 大豆一博   | 16時間目（第2巻） |     |     |
| 18時限目     | 手品           | 松村玲         | 岡田堅二郎   | 大豆一博   | 17時間目（第2巻） |     |     |
| 19時限目     | 眼鏡           | 杉山正樹       | 岡田堅二郎   | 大武正枝   | 30時間目（第3巻） |     |     |
| 20時限目     | パラパラ漫画   | 松村玲         | 岡田堅二郎   | 大豆一博   | 34時間目（第3巻） |     |     |
| 21時限目     | 持ち物検査     | 松村玲         | 布施康之     | 岩永大蔵   | 40時間目（第3巻） |     |     |
| 特典映像     |                |                |              |            |                   |     |     |
| 22時限目     | 林間学校       | 杉山正樹       | 布施康之     | 大武正枝   |                   |     |     |
| 23時限目     | 雪遊び         | 杉山正樹       | 布施康之     | 大武正枝   |                   |     |     |

### 放送局
| 放送地域   | 放送局     | 放送期間                                      | 放送日時                              | 放送系列                      | 備考                            |
| ---------- | ---------- | --------------------------------------------- | ------------------------------------- | ----------------------------- | ------------------------------- |
| 関東広域圏 | テレビ東京 | 2014年1月6日 - 3月31日                        | 月曜 2:05 - 2:15（日曜深夜）          | テレビ東京系列                | 製作委員会参加                  |
| 日本全域   | AT-X       | 2014年1月6日 - 3月31日 2014年5月2日 - 6月20日 | 月曜 23:00 - 23:10 金曜 22:15 - 22:25 | アニメ専門CS放送              | 製作委員会参加 リピート放送あり |
| 韓国全域   | ANIPLUS    | 2014年1月9日 - 4月3日                         | 木曜 22:30 - 23:00                    | CS放送、IP放送 ケーブルテレビ | 朝鮮語字幕あり ネット配信もあり |

ネット配信
| 配信サイト               | 配信期間               | 配信時間                   | 備考                                       |
| ------------------------ | ---------------------- | -------------------------- | ------------------------------------------ |
| GYAO!                    | 2014年1月6日 - 5月26日 | 月曜 更新                  | 最新話1週間無料                            |
| dビデオ powered by BeeTV | 2014年1月6日 - 5月26日 | 月曜 更新                  |                                            |
| UULA                     | 2014年1月6日 - 5月26日 | 月曜 更新                  |                                            |
| あにてれしあたー         | 2014年1月6日 - 5月26日 | 月曜 更新                  | 最新話1週間無料                            |
| ニコニコチャンネル       | 2014年1月13日 - 6月2日 | 月曜 0:00 更新（日曜深夜） |                                            |
| dアニメストア            | 2014年2月7日 - 5月2日  | 金曜 12:00 更新            | 月1回配信 見放題サービス利用者は全話見放題 |

### 関連商品

#### DVD
| 巻 | 発売日        | 収録話          | 規格品番  | 特典映像 |
| -- | ------------- | --------------- | --------- | -------- |
| 上 | 2014年5月28日 | 第1話 - 第10話  | ZMBZ-9226 | 林間学校 |
| 下 | 2014年5月28日 | 第11話 - 第21話 | ZMBZ-9227 | 雪遊び   |

#### CD
| テレビ東京 月曜2:05 - 2:15（日曜深夜）枠 | テレビ東京 月曜2:05 - 2:15（日曜深夜）枠 | テレビ東京 月曜2:05 - 2:15（日曜深夜）枠 |
| 前番組                                   | 番組名                                   | 次番組                                   |
| ---------------------------------------- | ---------------------------------------- | ---------------------------------------- |
| 一夜づけ                                 | となりの関くん                           | 一夜づけ                                 |

## テレビドラマ
2015年7月よりMBS、TBSほかで放送開始。『となりの関くんとるみちゃんの事象』（となりのせきくんとるみちゃんのじしょう）のタイトルで、『るみちゃんの事象』（原作：原克玄、小学館『ビッグコミックスピリッツ』連載の漫画作品）との2本立てで放送された。

### キャスト
| となりの関くん - 関 俊成 - 渡辺佑太朗 - 横井 るみ - 清水富美加 - 後藤 桜子 - 真山りか | るみちゃんの事象 - 郁野 るみ - トミタ栞 - 吉田 くみこ - 真野恵里菜 - 石倉 なほ - 岸井ゆきの - 高田先生 - 山崎銀之丞 |

### スタッフ（テレビドラマ）
| となりの関くん - 脚本 - 細川徹 - 演出 - 細川徹、平林克理 - 音楽 - こおろぎ - 制作 - ダブ - 製作 - ドラマの関くん製作委員会・MBS | るみちゃんの事象 - 脚本 - 月川翔、深迫康之 - 演出 - 月川翔 - 音楽 - スキャット後藤 - 制作 - ダブ - 製作 - るみちゃんのドラマ製作委員会・MBS |

### 主題歌（テレビドラマ）
となりの関くん
「Green Bird」（Short Version）
作詞・作曲 - 山内総一郎・百田留衣 / 歌 - フジファブリック

るみちゃんの事象
「17歳の歌」
作詞 - 原克玄 / 作曲 - トミタ栞 / 歌 - るみちゃん★○トミタ栞（ルミチャンスターリングトミタシオリ）

### 放送局（テレビドラマ）
| 放送期間                     | 放送時間                     | 放送局             | 対象地域   | 備考                                |
| ---------------------------- | ---------------------------- | ------------------ | ---------- | ----------------------------------- |
| 2015年7月27日 - 9月14日      | 月曜 0:50 - 1:20（日曜深夜） | 毎日放送           | 近畿広域圏 | 制作局                              |
| 2015年7月29日 - 9月16日      | 水曜 1:11 - 1:41（火曜深夜） | TBSテレビ          | 関東広域圏 |                                     |
| 2015年8月4日 - 9月22日       | 火曜 2:05 - 2:35（月曜深夜） | 北海道放送         | 北海道     |                                     |
| 2015年8月6日 - 9月24日       | 木曜 1:13 - 1:43（水曜深夜） | あいテレビ         | 愛媛県     |                                     |
| 2015年8月6日 - 10月1日       | 木曜 2:13 - 2:43（水曜深夜） | RKB毎日放送        | 福岡県     |                                     |
| 2015年8月12日 - 9月30日      | 水曜 1:20 - 1:50（火曜深夜） | テレビユー山形     | 山形県     |                                     |
| 2015年8月17日 - 9月28日      | 月曜 1:30 - 2:00（日曜深夜） | CBCテレビ          | 中京広域圏 | 第5話からは2話連続放送              |
| 2015年9月21日 - 11月16日     | 月曜 0:50 - 1:20（日曜深夜） | 大分放送           | 大分県     |                                     |
| 2015年9月30日 - 11月18日     | 水曜 1:13 - 1:43（火曜深夜） | 東北放送           | 宮城県     |                                     |
| 2015年10月16日 - 12月4日     | 金曜 0:41 - 1:11（木曜深夜） | IBC岩手放送        | 岩手県     |                                     |
| 2015年10月29日 - 12月17日    | 木曜 1:25 - 1:55（水曜深夜） | チューリップテレビ | 富山県     |                                     |
| 2015年12月8日 - 12月11日     | 火 - 金曜 14:00 - 15:00      | 宮崎放送           | 宮崎県     | 2話連続放送                         |
| 2016年10月4日 - 11月22日     | 火曜 23:00 - 23:30           | テレビ神奈川       | 神奈川県   | 独立局 神奈川県内としては実質再放送 |
| 2016年12月2日 - 2017年2月3日 | 金曜 0:45 - 1:15（木曜深夜） | 熊本放送           | 熊本県     |                                     |

| MBS 月曜0:50 - 1:20（日曜深夜）枠  | MBS 月曜0:50 - 1:20（日曜深夜）枠                            | MBS 月曜0:50 - 1:20（日曜深夜）枠                           |
| 前番組                             | 番組名                                                       | 次番組                                                      |
| ---------------------------------- | ------------------------------------------------------------ | ----------------------------------------------------------- |
| シメシ （2015年6月22日 - 7月13日） | となりの関くんとるみちゃんの事象 （2015年7月27日 - 9月14日） | JKは雪女 （2015年9月28日 - 10月19日） - 本作は1:50 - 2:20枠 |
| TBS 水曜1:11 - 1:41（火曜深夜）枠  |                                                              |                                                             |
| シメシ （2015年6月24日 - 7月15日） | となりの関くんとるみちゃんの事象 （2015年7月29日 - 9月16日） | JKは雪女 （2015年9月30日 - 10月21日）                       |